# بيرتشوليس
بلدية بيرتشوليس (بالإسبانية: Bérchules) هي بلدية تقع في مقاطعة غرناطة التابعة لمنطقة أندلوسيا جنوب إسبانيا.

## الديموغرافيا
بلغ عدد سكان بلدية بيرتشوليس 828 نسمة عام 2011 (وفقاً للمعهد الوطني الإسباني للإحصاء).
| 871 | 814 | 785 | 807 | 852 | 820 | 828 |